# Flugplatz Reutte-Höfen

i7
i11
i13
Der Flugplatz Reutte-Höfen (ICAO-Code: LOIR) ist ein privater Flugplatz in Höfen im österreichischen Bundesland Tirol. Er wird durch die Haltergemeinschaft Flugplatz Reutte-Höfen betrieben.

## Lage
Der Flugplatz liegt etwa 3 km südlich von Reutte auf dem Gebiet der Gemeinde Höfen. Naturräumlich liegt der Flugplatz im Tiroler Lechtal.

## Flugbetrieb
Am Flugplatz Reutte-Höfen findet Flugbetrieb mit Segelflugzeugen, Motorseglern, Ultraleichtflugzeugen, Motorflugzeugen und Hubschraubern statt. Trikes, Tragschrauber und Motorschirme dürfen den Flugplatz nicht benutzen. Der Flugplatz hat eine 679 m lange Start- und Landebahn aus Asphalt, eine 442 m lange Landefläche für Segelflugzeuge und eine 782 m lange Startfläche für den Windschleppstart, beide aus Gras. Nicht am Platz stationierte Flugzeuge benötigen eine Genehmigung des Platzhalters (PPR), um in Reutte-Höfen landen zu können. Flugzeuge mit einem Höchstabfluggewicht zwischen 2,8 t und 5,7 t sowie Hubschrauber benötigen zusätzlich eine Genehmigung der Gemeinde Höfen. Der Flugplatz hat eine Tankstelle für AvGas 100 LL und MoGas.

## Zwischenfälle
- Am Sonntag, 31. Juli 2022, 15.17 Uhr MESZ stürzte ein deutsches Motorflugzeug kurz nach dem Start auf das Dach eines nahen Einfamilienhauses. Beide Insassen wurden verletzt aus dem im Dach steckengebliebenen Kleinflugzeug geborgen. Im Haus befand sich niemand, es wurden auch keine anderen Personen verletzt.[6][7][8] Der am 26. Juli 2023 veröffentlichte Abschlussbericht des zuständigen Bundesministeriums Bereich Zivilluftfahrt weist Pilotenfehler, konkret Kontrollverlust im Flug, als wahrscheinliche Unfallursache aus.

- Am Freitag, 18. August 2023, nachmittags stürzte ein Segelflugzeug unmittelbar nach dem Windenstart abwärts trudelnd auf das Flugplatzgelände ab. Der Pilot starb an der Unfallstelle.[9]